# Salticus mutabilis
Salticus mutabilis là một loài nhện trong họ Salticidae.
Loài này thuộc chi Salticus. Salticus mutabilis được Hippolyte Lucas miêu tả năm 1846.